# Comac C939
Le Comac C939 est une famille d'avions de ligne biréacteurs à fuselage large et long-courrier développée par le chinois Comac en tant que concurrent du Boeing 777 et de l'Airbus A350. Il est conçu pour être plus grand que les deux autres modèles de sa gamme d'avions produits localement : le Comac C919 et le Comac C929.

## Conception
En mai 2024, les plans du C939 donnerait une capacité de 400 sièges et une autonomie de 7000 Milles marins ou environ 11265,41 km. Le C939 devrait être un biréacteur. ce sera donc un concurent du Boeing 777X en construction lui aussi et de l'Airbus A350 XWB.

## Développement
En juin 2011, Comac étudiait le C929, un avion à fuselage large de 290 places, et le C939, un avion à fuselage extra-large de 390 places. Les plans préliminaires du C939 ont été mentionnés dans les journaux chinois en 2015 et 2017.
En mai 2024, le South China Morning Post a rapporté que Comac avait commencé à travailler sur le C939,.